# 水印

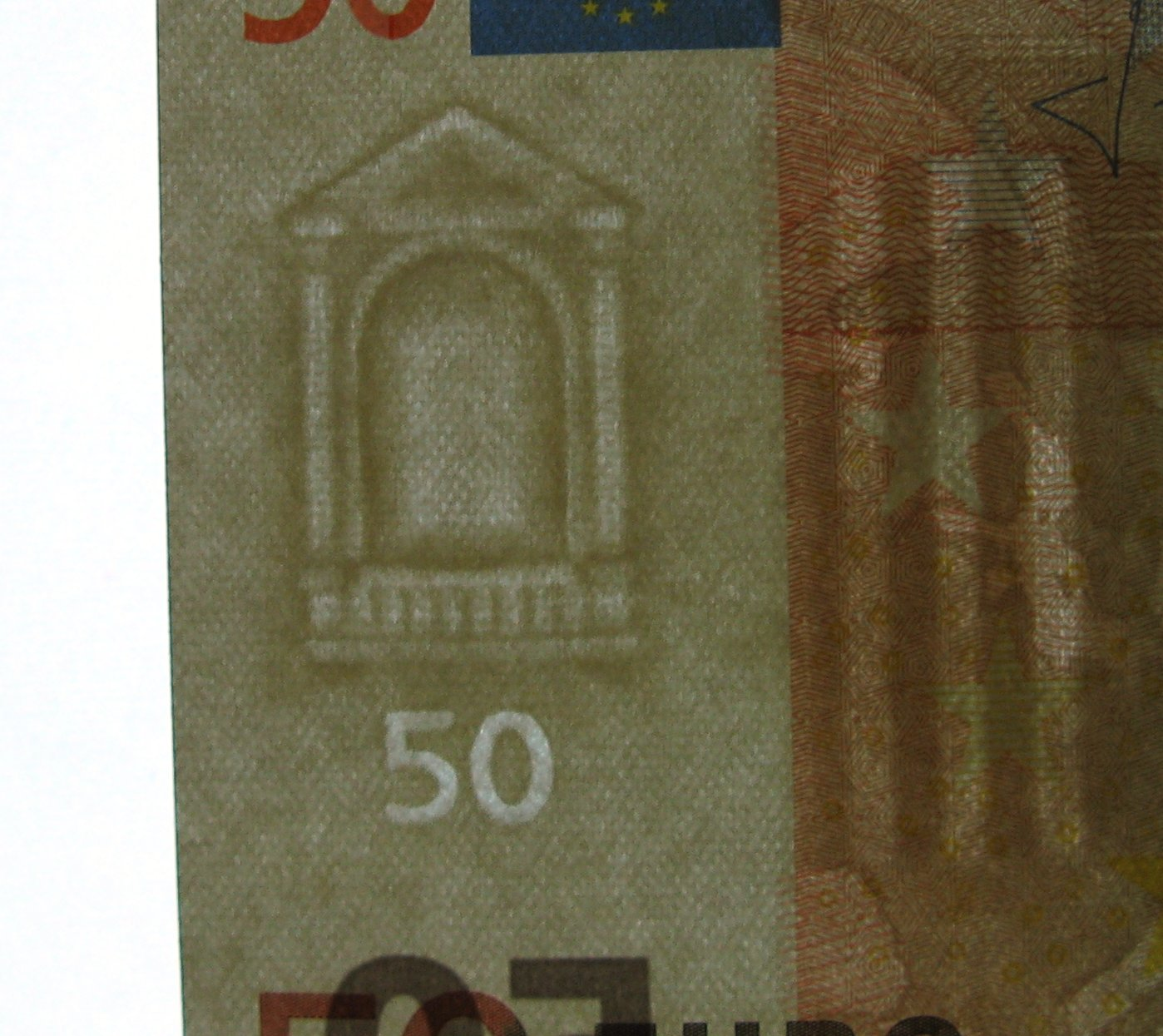
一张50欧元钞票对光查看的图片。在显现出来的水印上可以看到钞票的面值。

水印（watermark）是一种能讓人识别纸上圖案的技术，當光线照射紙張時，紙張上會显现出各种不同阴影，這些陰影組成的圖案就是水印。此种现象是由于纸张厚度或者纸张的密度变化所引起的。生产带有水印的纸张主要有两种方法，分別為压胶辊工艺和圆网印花工艺。
不同水印的可视程度有着非常巨大的区别。有些水印需要了解一些方法才能让其显现出来，另一些却很容易就可观察。各种能够制造出水印效果的简单方法也逐渐被研究出来，如水印液（watermark fluid）甚至可以在不破坏纸张 的前提下显现出水印效果。水印常常起到验证货币、护照、邮票、政府文件、或者其他纸制文件的真实性的作用。

## 压胶辊工艺

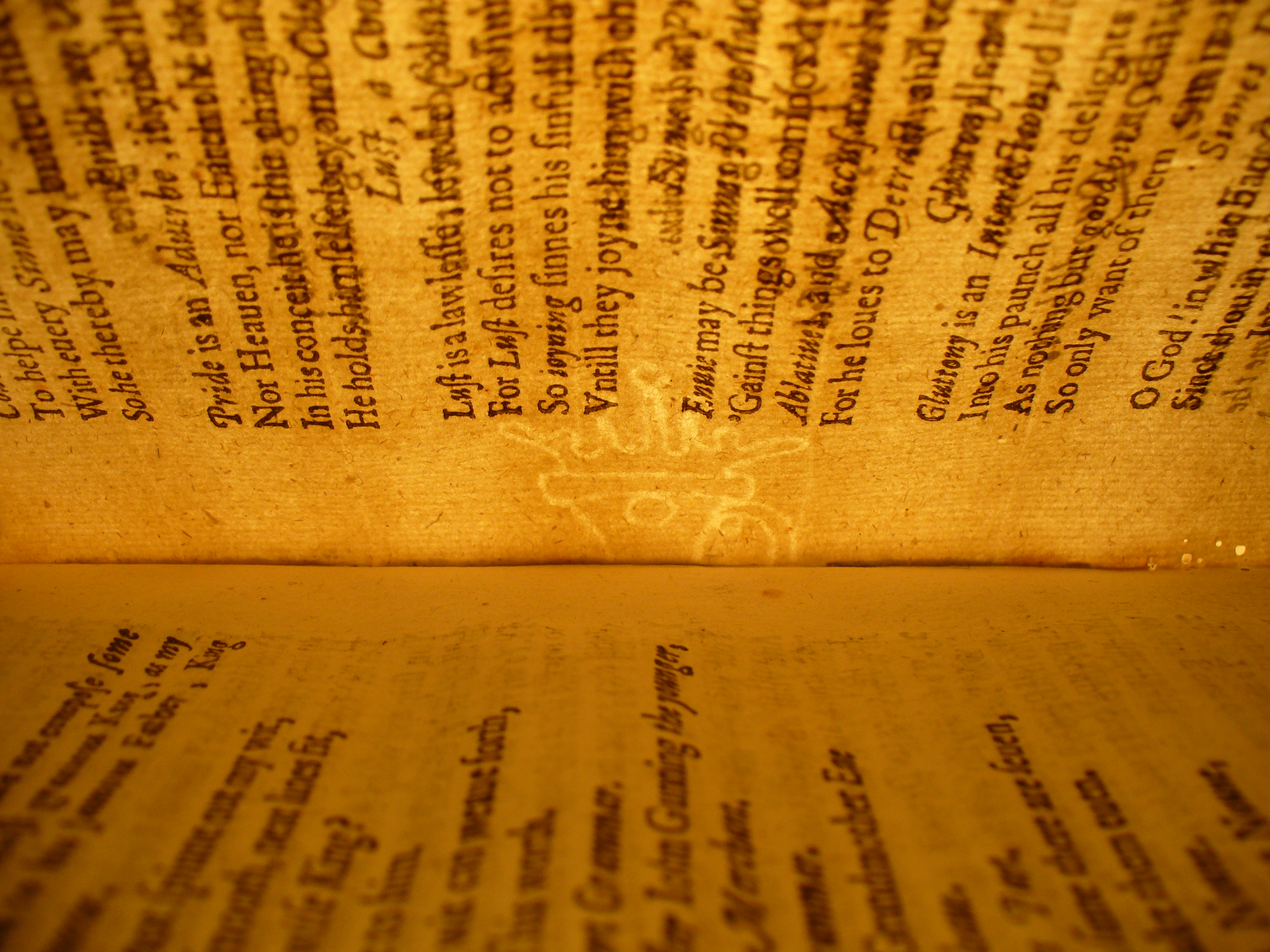
在这本手工油印的书中，水印被印刷者放在书的装订部位。

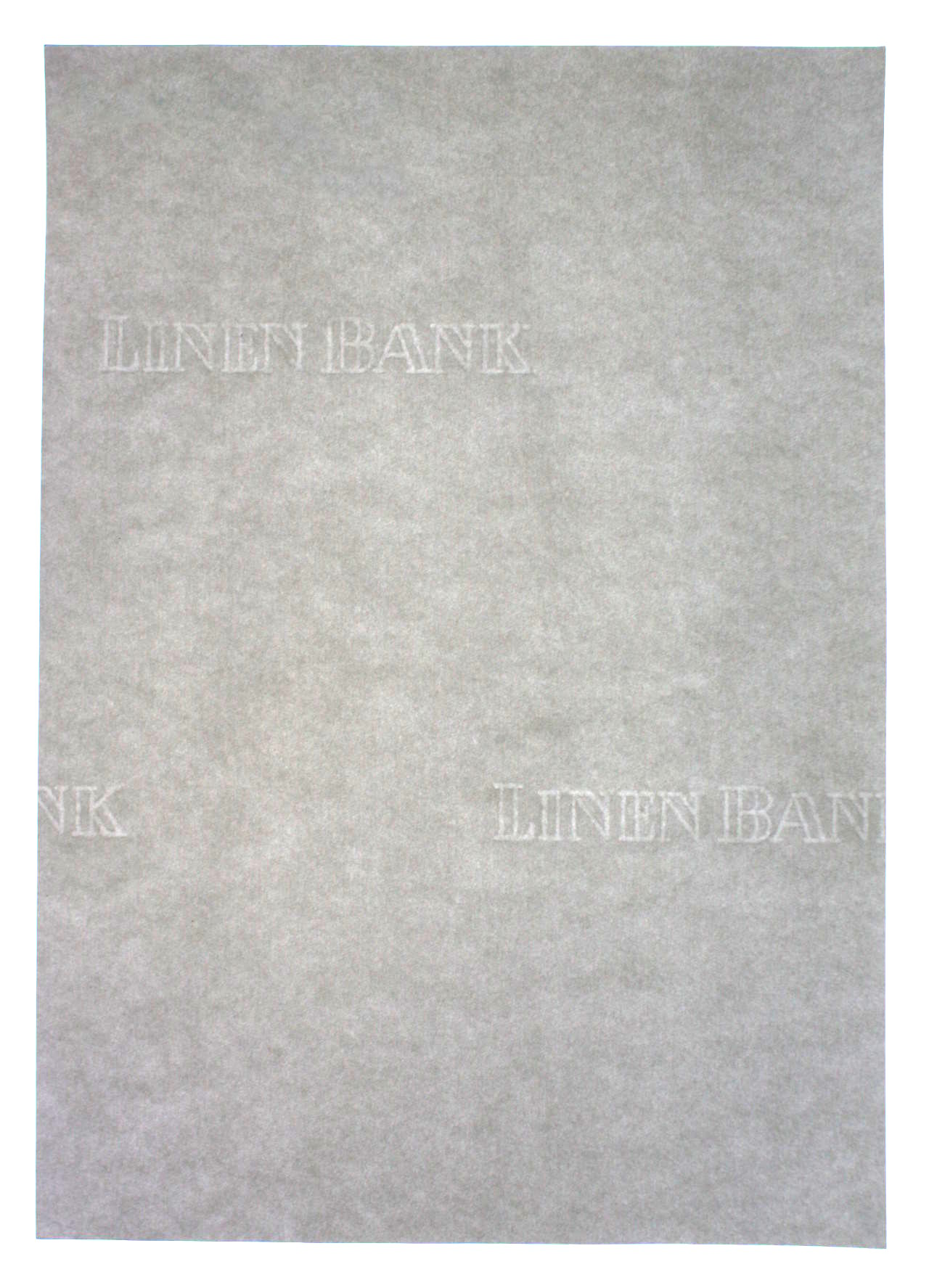
一个背光板上的A4纸上的水印。

水印是通过盖一个沾水的金属戳或者压胶辊工艺在纸的制造过程中制作出来的。前者于1282年在意大利的法布里亚诺第一次被展示。而压胶辊工艺则由英格蘭一位叫约翰·马歇尔的人在1826年发明。压胶辊工艺革命性地改变了制造水印的方式，也让纸张当中加入水印效果变得更容易。

## 延伸閱讀
- Buxton, B.H. The Buxton Encyclopedia of Watermarks. Tappan, N.Y.: Buxton Stamp Co., 1977 114p.
- Felix, Ervin J. The Stamp Collector's Guidebook of Worldwide Watermarks and Perforations, from 1840 to date. Racine, WI.: Whitman Publishing Co., 1966 256p.
- Repeta, Louis E. Watermarks In Postage Stamp Paper: a comprehensive look at a key stamp element. Reprinted in 1999 from The American Philatelist (February 1987). 27p.

## 外部連接
- Watermarks of the Middle Ages (in German) （页面存档备份，存于）
- Briquet online (in French) （页面存档备份，存于）
- Piccard online (English) （页面存档备份，存于）
- Watermark Database of the Dutch University Institute for Art History （页面存档备份，存于）
- Bernstein The Memory of Paper, Watermark Database
- Watermarks 1850-date （页面存档备份，存于）
- Finding Watermarks on Stamps （页面存档备份，存于）: Hobbizine article
- History of watermark （页面存档备份，存于）
- Thomas L. Gravell Watermark Archive （页面存档备份，存于）
- Archive of Papers and Watermarks in Greek Manuscripts （页面存档备份，存于）
- The History of Watermarks on U.S. Stamps 1895-1916[永久]